# Damjan Fras
Damjan Fras (Ljubljana, 21. veljače 1973.), slovenski skijaš skakač. 
Prvi put natjecao se u Svjetskom kupu 1989./1990. godine na Planici. Već 1991. na svjetskom juniorskom prvenstvu osvojio je broncu na maloj skakaonici u pojedinačnoj konkurenciji. Triput je bio treći na maloj skakaonici u pojedinačnoj konkurenciji na Kontinentalnom pokalu u Velenju, Slovenija. Najveći uspjeh postigao je 2002. na Olimpijskim igrama u Salt Lake Cityju kad je u momčadskoj konkurenciji osvojio broncu. Skakao je s Peterkom, Kranjcom i Žontom. Interne kvalifikacije za OI prošao je u odmjeravanju s Igorjem Medvedom. Sezone 2002./03. Svjetskog kupa bio je 9. u Titisee-Neustadtu, premda je vodio nakon prve serije.

## Vanjske poveznice
- Damjan Fras na stranicama Međunarodne skijaške federacije
- Damjan Fras  Arhivirana inačica izvorne stranice od 13. prosinca 2012. (Wayback Machine) na sports-reference.com